# Locomotiva FNM E.610
Le locomotive E.610 sono state un gruppo di locomotive elettriche a corrente continua a 3000 volt del Gruppo FNM.

## Storia
Le E.610 furono costruite in numero di 4 unità nel 1949, in collaborazione tra OM, Breda e CGE, su espresso ordine delle Ferrovie Nord Milano, all'epoca impegnate in un piano di rilancio della propria rete ferroviaria e di rinnovamento, anche a motivo delle devastazioni subite nel corso degli anni del secondo conflitto mondiale.
Caratterizzate da una linea simile a quella delle locomotive E.424 delle FS, ma dalle misure più compatte, le E.610 permisero di arricchire il parco macchine delle FNM, in vista di una programmata estensione dell'elettrificazione della rete, anche in virtù dei buoni risultati raggiunti con il gruppo E.600, ormai collaudato ma insufficiente nel numero per espletare ulteriori servizi.
Rimaste pressoché immutate nell'aspetto e nella tecnica per oltre un trentennio, a seguito dell'acquisizione della maggioranza azionaria delle FNM da parte di Regione Lombardia (anno 1977), le E.610 furono interessate da un rinnovamento, comprendente una nuova colorazione dei rotabili (applicata con medesimo schema ai locomotori E. 600), che passò dalla livrea bruno-isabella, a quella a colori di base arancione e bianco (la prima E.610 così ridipinta entrò in servizio nella primavera del 1982), sostituita da quella "regionale" a partire dal 1994: i cui colori dominanti erano il bianco, il verde e il blu.
Nel dicembre 2003, l'unità E.610-02 risultò fortemente danneggiata a seguito dell'incidente di Quarto Oggiaro e non fu più utilizzata; mentre l'esercizio regolare delle E.610 cessò definitivamente con il cambio d'orario del 12 dicembre 2010.
La E.610-03, in livrea "regionale" bianco, verde, blu, risulta accantonata presso il deposito Trenord di Novate Milanese (in precedenza era stata conservata statica, dall'aprile 2018 al marzo 2024, nel piazzale prospiciente il Museo delle industrie e del lavoro del Saronnese); invece la E.610-04, restaurata funzionante nel corso del 2021 per il traino dei treni storici delle FNM, assieme al locomotore E.600-03, è stata ridipinta nello schema originale bruno-isabella.

## Caratteristiche tecniche

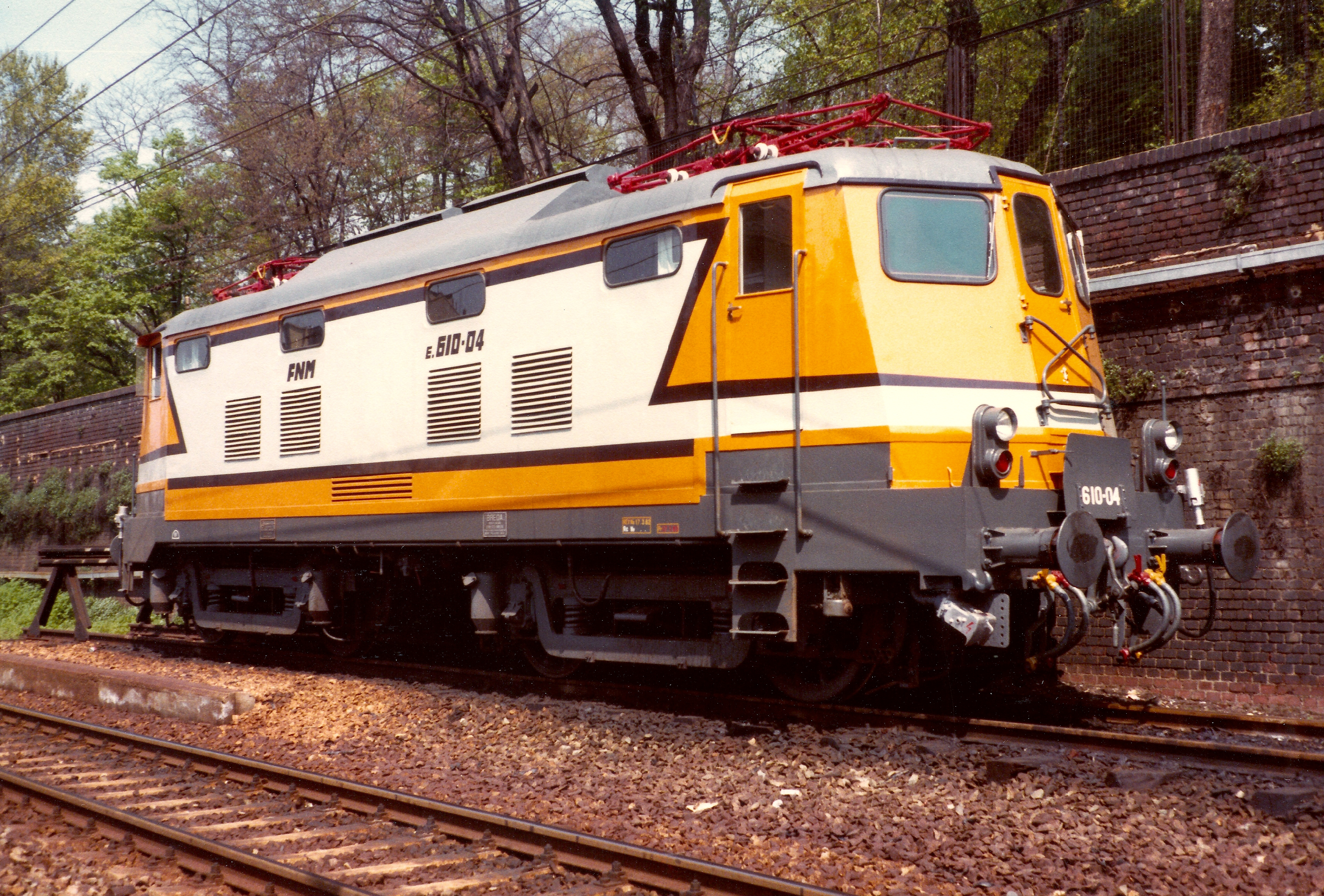
Locomotiva E.610-04 in livrea regionale giallo-bianco a Milano Cadorna nel 1982

Il progetto delle locomotive E.610 discendeva in parte dallo studio delle coetanee E.424 delle Ferrovie dello Stato, dalle quali ci si basò per il disegno cassa, ma adottando un modello differente di carrelli, il tipo Commonwealth della Brill, con sospensione secondaria con 3 balestre doppie montate trasversalmente e primaria con molle ad elica, condiviso con altri rotabili FNM, come le elettromotrici E.700, E.730 e la prima serie delle E.740 (unità dalla 01 alla 07).
Anche i motori di trazione e la trasmissione erano differenti; la motrice FS montava motori Tipo 92-250 con Trasmissione ad asse cavo mentre la locomotiva FNM montava motori CT350 di produzione CGE, simili a quelli delle unità prototipo E.625-001÷003 FS, con trasmissione di tipo tranviario a sospensione per il naso al pari delle precedenti E.600.
Il circuito di trazione si presentava con un avviamento reostatico e due combinazioni di marcia, serie e parallelo con 1 gradino di shunt per ogni combinazione per un totale di 4 caratteristiche di marcia. L'esclusione del reostato e il passaggio da una combinazione all'altra è effettuato tramite un controller a cremagliera detto in gergo "maniglione". La potenza complessiva della locomotiva era 1030 kW (1400 CV) pari a circa due terzi di quella della E.424 (1500 kW o 2040 CV) e la velocità massima di 80 km/h.
In origine le locomotive non erano dotate di intercomunicante di servizio frontale, introdotto tra il 1963 e il 1964 ed eliminato a metà degli anni novanta.
Dal 1975 le E.610 furono equipaggiate con i dispositivi di Riscaldamento Elettrico Carrozze, a seguito dell'acquisto di quaranta carrozze dalle Ferrovie Federali Svizzere.